# ليليان بوستويك فيبس
ليليان بوستويك فيبس (بالإنجليزية: Lillian Bostwick Phipps)‏ هي نجمة اجتماعية أمريكية، ولدت في 9 يوليو 1906 في نيويورك في الولايات المتحدة، وتوفيت في 27 نوفمبر 1987 في سامرفيل في الولايات المتحدة.